# توني رينو
توني رينو (بالإنجليزية: Anthony Reno)‏ هو لاعب كرة قدم أمريكية أمريكي، ولد في 1974 في أوكسفورد في الولايات المتحدة.